# Эбель, Иоганн Вильгельм
Иоганн Вильгельм Эбель (нем. Johann Wilhelm Ebel; 4 марта 1784, Пассенгейм, — 18 августа 1861, Людвигсбург) — немецкий проповедник, основатель протестантской церкви, известной под названием «Königsberger Mucker».

## Биография
Посещал Альтшадтскую гимназию. Был проповедником и учителем гимназии в Кенигсберге. Ещё будучи студентом, находился в дружеских отношениях с мистиком Йоганном Генрихом Шенгером (1771—1826). Разойдясь с последним в 1819 году, Эбель вместе с пастором Генрихом Дистелем основал мистико-пиетистское братство, в состав которого вошли некоторые местные аристократические фамилии. Вскоре членам братства стали приписывать безнравственные действия во время молитвенных собраний. Было наряжено следствие, закончившееся обвинением Эбеля и Дистеля, лишением их пасторского звания и присуждением к заключению в исправительном доме (1835). Апелляционная инстанция ограничилась присуждением Эбеля к удалению от должности (1841). Эбель вместе с графиней Идой фон Гребен переселился в Людвигсбург (в Вюртемберге), где и умер. Более поздние исследования дела Эбеля выяснили недоказанность обвинений тогдашнего кенигсбергского религиозного движения в безнравственности.

## Труды
- Heinrich Diestel und Johannes Ebel: Verstand und Vernunft im Bunde mit der Offenbarung Gottes durch das Anerkenntnis des wörtlichen Inhalts der heiligen Schrift — Zwei Abhandlungen. Leipzig 1837, 492 Seiten (Полный текст книги на немецком языке).

## В литературе
Учение Эбеля упоминается П. И. Мельниковым-Печерским:

Доходило до Луповиц и то, что царь Комар, опричь плотской жены, взял еще духовную и что у каждого араратского святого есть по одной, по две и по три духовные супруги. О духовных супругах Луповицкие имели самые неясные понятия. Читывали они про них в мистических книгах, знали, что тотчас после падения Бонапарта духовные супруги явились в высшем прусском обществе между придворными, принявшими секту мукеров; знали, что есть духовные жены у сектантов Америки, знали, что из Пруссии духовное супружество проникло и в Петербург, но не могли понять, как это учение проникло за Кавказские горы и как ссыльный крестьянин Комар мог усвоить учение кенигсбергского архидиакона Эбеля, графини Гребен и других знатных дам и государственных людей Пруссии…
— «На горах», глава пятая